# Projet Dernière Chance (film)
Pour les articles homonymes, voir Projet Dernière Chance.
Pour plus de détails, voir Fiche technique et Distribution.
Projet Dernière Chance (Project Hail Mary) est un film de science-fiction américain réalisé par Phil Lord et Chris Miller et dont la sortie est prévue en 2026. Le scénario, écrit par Drew Goddard, est une adaptation du roman du même nom d'Andy Weir.

## Synopsis
Ryland Grace se réveille amnésique dans un vaisseau spatial. Il ne sait même pas comment il est arrivé là. Il va peu à peu comprendre qu'il est chargé d'une mission capitale pour sauver l'Humanité.

## Fiche technique
Sauf indication contraire, les informations mentionnées dans cette section peuvent être confirmées par les bases de données cinématographiques  présentes dans la section « Liens externes ».
- Titre français : Projet Dernière Chance
- Titre original : Project Hail Mary
- Réalisation : Phil Lord et Chris Miller
- Scénario : Drew Goddard
- Photographie : Greig Fraser[1]
- Production : Phil Lord, Chris Miller, Rachel O'Conno, Ryan Gosling, Aditya Sood, Ken Kao, Amy Pascal et Andy Weir
- Sociétés de production : Metro-Goldwyn-Mayer, Lord Miller Productions, Waypoint Entertainment, Pascal Pictures et  General Admission
- Sociétés de distribution : Amazon MGM Studios (États-Unis), Sony Pictures Releasing France[2] (France)
- Pays de production :  États-Unis
- Langue originale : anglais
- Format : couleur
- Genre : science-fiction, aventures
- Dates de sortie : Dates sujettes à modification
  - France : 18 mars 2026[3]
  - États-Unis : 20 mars 2026

## Distribution
- Ryan Gosling : Ryland Grace
- Sandra Hüller : Eva Stratt
- Milana Vayntrub
- Ken Leung

## Production

### Genèse et développement
En mars 2020, The Hollywood Reporter annonce que Metro-Goldwyn-Mayer est sur le point d'acquérir les droits d'adaptation du roman Project Hail Mary d'Andy Weir, alors à paraître. Ryan Gosling est alors confirmé comme acteur principal et producteur du film. Le film est centré sur un astronaute, joué par Gosling, à bord d'un vaisseau spatial chargé de sauver la planète. Ce film marque un retour dans l'espace pour Gosling, qui a interprété Neil Armstrong dans le film First Man : Le Premier Homme sur la Lune de Damien Chazelle.
En mai de la même année, on apprend par Variety que Phil Lord et Chris Miller vont réaliser et produire le film et, en mai, The Hollywood Reporter annonce que Drew Goddard a été engagé pour écrire le scénario.
En avril 2024, Amazon MGM Studios, qui a acquis MGM en 2022, annonce une possible fenêtre de sortie pour le film en 2026.
La production est assurée par Phil Lord, Chris Miller, Rachel O'Connor, Ryan Gosling, Aditya Sood, Ken Kao, Amy Pascal, Andy Weir.

### Attribution des rôles
Dès l'annonce du film en mars 2020, The Hollywood Reporter annonce que Ryan Gosling sera acteur principal du film.
En mai 2024, on apprend que Sandra Hüller rejoint le casting du film et que Greig Fraser est embauché comme directeur de la photographie.
Le mois suivant, c'est au tour de Milana Vayntrub de rejoindre la distribution.

### Tournage
Le tournage débute le 3 juin 2024 à Londres et au Royaume-Uni,.

## Sortie
Le film sera distribué aux États-Unis par Amazon MGM Studios avec une sortie prévue le 20 mars 2026. Dans le reste du monde, le film sera distribué par Sony Pictures Releasing. Le film sortira en IMAX,,.